# تيموثي بال
تيموثي بال (بالإنجليزية: Tim Ball)‏ (و. 1938 – 2022 م) هو جغرافي، وأستاذ جامعي كندي، ولد في إنجلترا، توفي عن عمر يناهز 84 عاماً.

## التعليم
تعلم في كلية الملكة ماري, جامعة لندن، وتعلم في جامعة مانيتوبا
.